# 쌍문역
쌍문역(雙門驛, Ssangmun station)은 서울특별시 도봉구 창동에 있는 수도권 전철 4호선의 전철역이다. 역명과는 달리 쌍문3동이 아닌 창동에 있다. 이 역부터 이촌역까지 지하 구간이다. 우이교 하저터널로 수유역과 연결되어 있다.

## 역사
- 1983년 9월 13일 : 쌍문역으로 역명 결정[1]
- 1985년 4월 20일 : 서울 지하철 4호선 상계 ~ 한성대입구 구간 개통과 함께 영업 개시
- 2016년 11월 25일 : 출구 주변, 대합실 내부, 역명판 디자인 개선(아기공룡 둘리 테마역 조성)[2]

## 역 구조
승강장은 2면 2선의 상대식 승강장으로, 스크린도어가 설치되어 있다. 출구는 4개이다.
대합실을 통해 반대편 승강장으로 이동이 가능하다.

### 승강장
| 창동 ↑ |
| \| 상  |
| ↓ 수유 |

| 상행 | ●수도권 전철 4호선 | 창동 · 노원 · 상계 · 불암산 · 진접(경복대) 방면  |
| 하행 | ●수도권 전철 4호선 | 혜화 · 동대문 · 명동 · 회현 · 안산 · 오이도 방면 |

## 역 주변
- 도봉구민회관
- 쌍문사거리
- 창북중학교
- 던킨도너츠 창동쌍문점
- 배스킨라빈스 창동쌍문점
- 중소기업은행 쌍문역지점
- 창동시장
- 천주교창동교회
- KT도봉지사
- KT&G북부지사
- 쌍문3동 행정복지센터
- 한양아파트
- 한전병원
- 금호아파트
- 도봉구 선거관리위원회
- 동명아파트
- 창동고등학교
- 신도봉중학교
- 정의여자중학교
- 정의여자고등학교
- 덕성여자대학교
- 둘리뮤지엄

## 이용객 변동
| 노선  | 노선   | 일평균 인원수 (명/일) | 일평균 인원수 (명/일) | 일평균 인원수 (명/일) | 일평균 인원수 (명/일) | 일평균 인원수 (명/일) | 일평균 인원수 (명/일) | 일평균 인원수 (명/일) | 일평균 인원수 (명/일) | 일평균 인원수 (명/일) | 일평균 인원수 (명/일) | 각주  |
| 노선  | 노선   | 2000년                | 2001년                | 2002년                | 2003년                | 2004년                | 2005년                | 2006년                | 2007년                | 2008년                | 2009년                | 각주  |
| ----- | ------ | --------------------- | --------------------- | --------------------- | --------------------- | --------------------- | --------------------- | --------------------- | --------------------- | --------------------- | --------------------- | ----- |
| 4호선 | 승차   | 31,394                | 32,583                | 34,353                | 35,064                | 35,544                | 35,221                | 35,629                | 35,172                | 34,646                | 34,695                | [ 4 ] |
| 4호선 | 하차   | 26,393                | 26,818                | 28,862                | 29,520                | 29,909                | 29,640                | 29,721                | 29,268                | 29,074                | 29,056                | [ 4 ] |
| 4호선 | 승하차 | 57,787                | 59,401                | 63,215                | 64,584                | 65,453                | 64,861                | 65,350                | 64,440                | 63,720                | 63,751                | [ 4 ] |
| 노선  | 노선   | 2010년                | 2011년                | 2012년                | 2013년                | 2014년                | 2015년                | 2016년                | 2017년                | 2018년                |                       | [ 4 ] |
| 4호선 | 승차   | 34,927                | 35,716                | 35,753                | 35,860                | 35,383                | 34,257                | 34,133                | 33,859                | 33,127                |                       | [ 4 ] |
| 4호선 | 하차   | 29,433                | 30,175                | 30,264                | 30,468                | 30,296                | 29,441                | 29,556                | 29,599                | 29,357                |                       | [ 4 ] |
| 4호선 | 승하차 | 64,360                | 65,891                | 66,017                | 66,328                | 65,679                | 63,698                | 63,689                | 63,458                | 62,484                |                       | [ 4 ] |

## 인접한 역
| 서울 지하철 4호선  | 서울 지하철 4호선   | 서울 지하철 4호선    |
| ------------------ | ------------------- | -------------------- |
| 412 창동 진접 방면 | ● 수도권 전철 4호선 | 414 수유 오이도 방면 |

## 사진

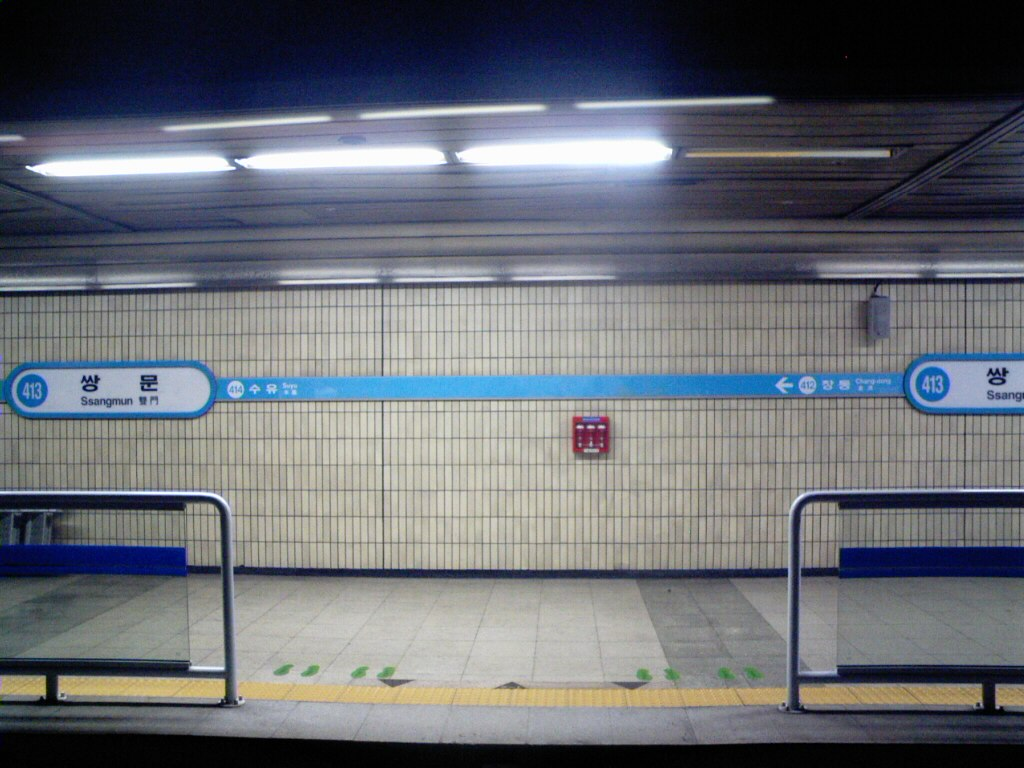
당고개역 방면 승강장 (스크린도어 설치 전)
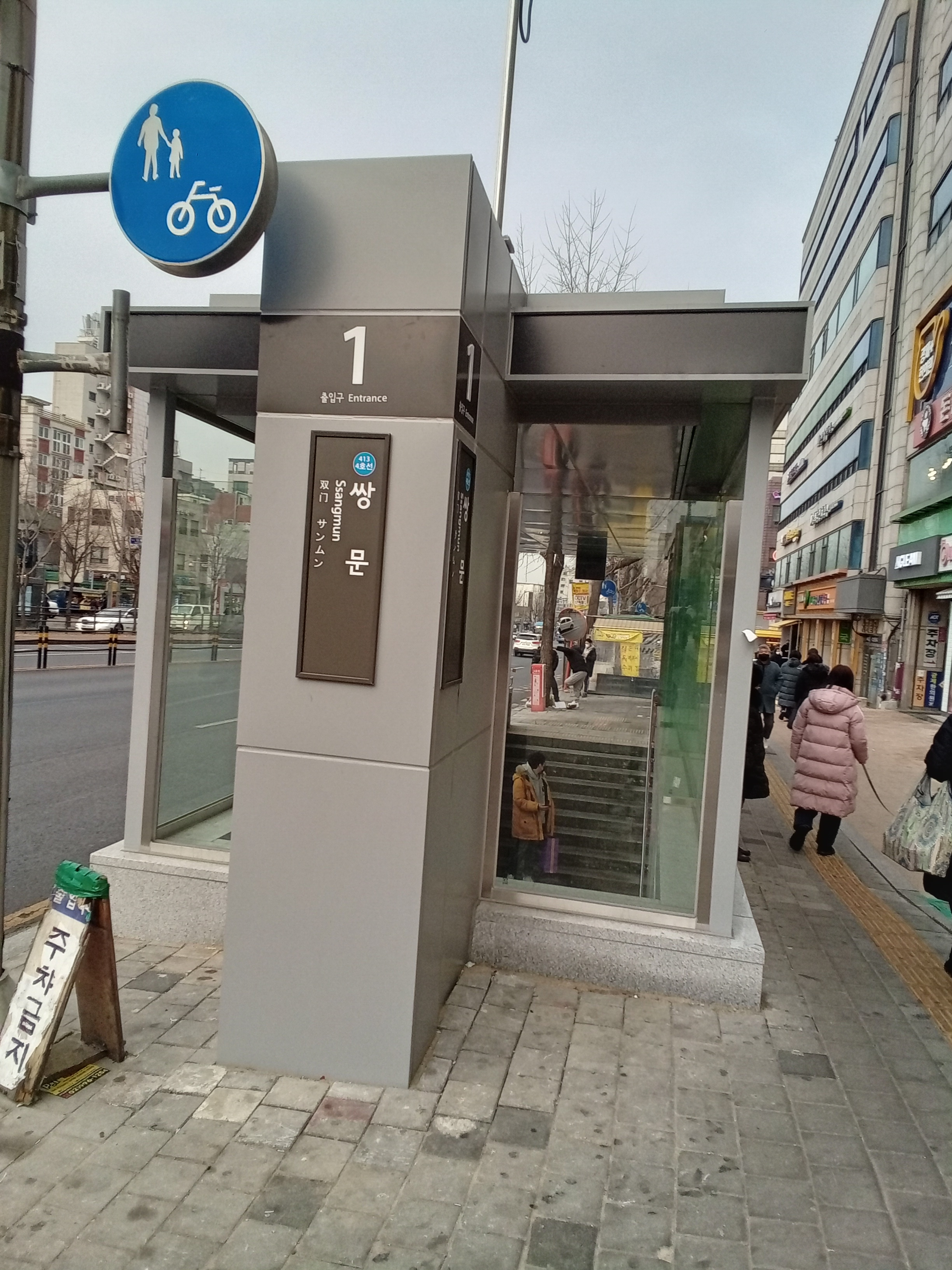
1번출구